# Ampullinidae
Ampullinidae zijn een familie van weekdieren uit de klasse van de Gastropoda (slakken).

## Taxonomie

Cernina fluctuata (Sowerby, 1825)

De volgende geslachten zijn bij de familie ingedeeld:
- † Amaurellina Bayle, 1885
- † Ampullina Bowdich, 1822
- † Ampullinopsis Conrad, 1865
- † Ampullospira Harris, 1897
- Cernina Gray, 1842
- † Crommium Cossmann, 1888
- † Globularia Swainson, 1840
- † Naricopsina Chelot, 1886
- † Pachycrommium Woodring, 1928
- † Pseudamaura P. Fischer, 1885